# Arriva Durango: paga o muori!
Arriva Durango: paga o muori! ist ein günstig produzierter Italowestern aus der Spätphase des Genres. Der von Roberto Bianchi Montero inszenierte Film wurde im deutschen Sprachraum nicht gezeigt.

## Handlung
Durango ist ein Revolverheld, der seinen Lebensunterhalt mit dem Eintreiben von Geldforderungen verdient. In Tucson hat Geschäftsmann Ferguson den Mexikaner El Tuerto nach einem von ihm arrangierten gelungenen Raubzug um seinen Anteil betrogen; Durango holt diesen von ihm zurück, wird aber wegen angeblicher Vergewaltigung und Mordes ins Gefängnis geworfen. El Tuerto hilft ihm bei der Flucht.
Dann schließen sich die beiden der Bande von Arellana an, um einen Goldtransport Fergusons in den Osten zu übernehmen. Um seine daraufhin wütenden Gläubiger nicht bezahlen zu müssen, inszeniert Ferguson seinen Tod und seine Beerdigung. Durango hat mittlerweile Arellana ausgeschaltet, der das Gold lieber für sich selbst behalten hätte, kann zunächst Fergusons Leute ausschalten und schließlich, nachdem er dessen Trick durchschaut hat, Ferguson selbst. Schließlich bringt er das Geld den Bürgern von Tucson zurück.

## Kritik
Paul Vecchiali schreibt in Saison 73: „Montero versucht nicht, großes Kino zu machen, sondern begnügt sich, das mit einem gewissen Humor zu zeigen und mit überraschenden Wendungen. Der Film lässt sich ohne Langeweile sehen; er hat fast die Qualität und den Charme eines amerikanischen B-Westerns.“

## Bemerkungen
In Italien spielte der Film 70 Millionen Lire ein.